# Giovanni Fantoni
Pour les articles homonymes, voir Fantoni.
Giovanni Fantoni est un poète italien né à Fivizzano le 28 janvier 1755, et mort dans la même ville le 1er novembre 1807 .

## Biographie
Giovanni Fantoni est le troisième fils du comte Lodovico Antonio Fantoni et de la marquise Anna De Silva de Banditella. Étant un fils cadet, il a été destiné à entrer dans la vie ecclésiastique. Il a fait son éducation et sa formation dans l'abbaye de Subiaco et, trois ans plus tard, au Collegio Nazareno des pères piaristes à Rome. Son esprit anticlérical étant incompatible avec la vie monastique, il est entré, en 1773, comme apprenti au Secrétariat d'État de Florence et l'année suivante il est inscrit à l'Académie royale de Turin, d'où il sortit en 1776 avec le grade de sous-lieutenant. La même année, il fut admis à l'Accademia della Crusca et à celle de l'Accademia dell'Arcadia avec le nom de Labindo Arsinoetico.
Sa jeunesse dissolue a conduit son père à demander au grand-duc de Toscane, Léopold Ier d'enfermer son fils dans la forteresse Portoferraio. Une dénonciation anonyme au gouvernement génois, au cours d'un séjour de Fantoni à Gênes, affirme qu'« il est très jeune et séduisant idolâtré par des jeunes contemporains, et même par les dames les plus élégantes, avec lesquelles il a fait des caresses inhabituelles, et condamnées par les vertueux. Ses maximes sont pernicieuses et contraires aux bonnes mœurs. Les mêmes boivent sans retenue, poussés par des paroles aimables et licencieuses de cet homme qui montre un génie et des talents extraordinaires pour la poésie ».
De 1785 à 1788, Marie-Caroline d'Autriche l'a invité à Naples, où il eut des contacts avec les intellectuels des Lumières du royaume. Attiré par les doctrines jacobines en 1796, il participe aux émeutes de Reggio d'Émilie et de Bologne. Déçu par la percée autoritaire de la République cisalpine en 1798, il rejoint la Società dei Raggi (it) de Giuseppe Lahoz Ortiz et a été arrêté deux fois.
En 1800, il prend part à la défense de Gênes, assiégée par les Autrichiens et les Anglais. La même année, il est nommé professeur d'éloquence à Pise mais, bientôt révoqué à cause de ses opinions jacobines, il passa à l'Accademia di Belle Arti de Carrare.
Il meurt à Fivizzano dans le palais de famille, le 1er novembre 1807.

## Publications
- Odi di Labindo, Massa, 1782
- Scherzi di Labindo, Massa, 1784
- Poesie varie e Prose di Labindo, Massa, 1785
- Poesie Varie di Labindo, nouvelle édition corrigée et améliorée, Livourne, 1792
- Poesie, Gênes, 1800
- Poesie, Milan, 1809
- Poesie, Florence, 1823
- Poesie scelte, Turin, 1883
- Le Odi, Turin, 1887
- Poesie, Bari, 1913

## Sources
- (it) Cet article est partiellement ou en totalité issu de l’article de Wikipédia en italien intitulé « Giovanni Fantoni » (voir la liste des auteurs).